# The Secret of the Storm Country
The Secret of the Storm Country è un film muto del 1917 diretto da Charles Miller. La sceneggiatura di Courtney Ryley Cooper su adattamento di Mary Murillo si basa sull'omonimo romanzo di Grace Miller White, pubblicato nello stesso anno. Il film è il sequel di Tess of the Storm Country, pellicola del 1914 che aveva avuto come protagonista Mary Pickford. Qui, Tess è interpretata da Norma Talmadge, anche produttrice del film attraverso la sua società di produzione. Altri interpreti sono Edwin Denison, J. Herbert Frank, Niles Welch, Ethel Grey Terry, Mathilde Brundage, Charles Gotthold.

## Trama
Ostracizzata dagli abitanti della città a causa di suo padre, Tess Skinner conquista comunque l'amore di Frederick Graves. Il giovane, appartenente a una delle famiglie più in vista del posto, temendo il giudizio dei suoi tiene segreto il loro matrimonio. Così, quando sua madre insiste per fargli sposare Madelene Waldersticker, una ricca ereditiera, a Frederick manca il coraggio di confessare la verità, accettando supinamente quelle nozze che lo fanno diventare un bigamo. Tess, non volendo denunciarlo, tace. E, quando rimane incinta e poi ha un bambino, continua a mantenere il silenzio anche quando viene convocata davanti a un consiglio della chiesa, dove viene bandita perché si rifiuta di dire il nome del suo seduttore. Dopo la morte del padre, la giovane madre rimane sola. L'unico che l'aiuti è il signor Young, un uomo non più giovanissimo, che offre a lei e al bambino un rifugio nella sua casa. Passa qualche anno. Frederick muore all'improvviso, a causa di un attacco di cuore, lasciando libera Tess di potersi sposare con il suo benefattore.

## Produzione
Il film fu prodotto dalla Norma Talmadge Corporation.

## Distribuzione
Il copyright del film, richiesto dalla Norma Talmadge Film Corp., fu registrato il 1º novembre 1917 con il numero LP11673. Distribuito dalla Select Pictures Corporation, il film uscì nelle sale cinematografiche statunitensi nel novembre 1917.
Non si conoscono copie ancora esistenti della pellicola che viene considerata presumibilmente perduta.